# Leandro Castellani
Leandro Castellani (* 1. Dezember 1935 in Fano) ist ein italienischer Dokumentarfilmer und Fernsehregisseur.

## Leben
Castellani schloss in Philosophie an der Universität von Urbino ab und diplomierte als Journalist, wurde zunächst Filmkritiker und arbeitete ab 1969 als Fernsehautor zahlreicher literarischer Adaptionen (z. B. Norimberga processo al processo) und Originalstoffe (u. a. Le cinque giornate di Milano). Zwischen 1962 und 1990 drehte er Dokumentationen und Kurzfilme. Ab 1986 übernahm er auch Regien für Inszenierungen, darunter einige interessante Filme, meist für das Fernsehen entstanden, wie 1988 Don Bosco. 2001 wurde er einer der Regisseure der langlebigen Serie Incantesimo.
Castellano ist auch als Autor aktiv und drehte 2004 im Auftrag des Vatikans einen Film über die Poetik Johannes Paul II.
1987 gewann er den Goldenen Gryphon beim Giffoni Film Festival für Il coraggio da parlare.

## Filmografie (Auswahl)
- 1963: L'enignma Oppenheimer (Fernseh-Dokumentation)
- 1987: Il coraggio da parlare
- 1988: Don Bosco (Don Bosco)